# Wando
Wando (coreeană: 완도군) este un oraș din Coreea de Sud.